# 中国科学院大学中丹学院
中国科学院大学中丹学院是中国科学院大学下属的中外合作办学机构，其是由中国科学院大学与丹麦科学创新及高等教育部、丹麦哥本哈根大学、奥胡斯大学、南丹麦大学、奥尔堡大学、哥本哈根商学院和丹麦技术大学等共同创建的科教合作平台。

## 主要专业
七大领域：
- 化学工程、生物化工
- 创新管理/管理科学与工程
- 行政管理
- 基因组学/生物化学与分子生物学
- 环境科学
- 神经科学/生物物理学
- 纳米科学与技术

## 历任院长
1. 第一任：院长：邓勇（2011年7月8日-2012年10月12日），执行院长：朱相彬（2011年7月8日-2012年10月12日）、Hans Gregersen（2011年7月8日-2013年5月26日）
2. 第二任：院长：吴岳良（2012年10月12日至今），执行院长：胡正义（2012年10月12日至今）